# Андреас Кнеллер
Андре́ас Кне́ллер (нім. Andreas Kneller; 23 квітня 1649, Любек – 24 серпня 1724, Гамбург) — німецький композитор і органіст епохи бароко, представник північнонімецької органної школи. Зять музиканта Йоганна Адама Райнкена.

## Біографія
Народився 23 квітня 1649 року в Любеку. Його батько був художником-портретистом, цим же шляхом пішли і його два старших брата – Годфрід та Йоганн Захаріас. Про музичну освіту Андреаса нічого точно не відомо, хоча, можливо, він навчався у Франца Тундера, органіста церкви Святої Марії в Любеку, або ж у власного дядька Маттіаса Векмана, органіста церкви святого Якова в Гамбурзі. У 1667 році він став органістом Ринкової церкви в Ганновері, змінивши Мельхіора Шильдта. У 1685 році він переїхав до Гамбурга, де 1 грудня став органістом церкви святого Петра. Саме там він познайомився з Йоганном Адамом Райнкеном, а пізніше одружився з його єдиною дочкою Маргаретою Марією в 1686 році. Зять Кнеллера став його помічником у 1717 році і врешті змінив його в 1723 році. Помер композитор в 1724 році у віці 75 років.
Кнеллер користувався повагою як музикант і часто виконував обов'язки екзаменатора органістів, тестував органи. Він був частиною групи, яка розглядала кандидатів у органісти церкви св. Якова в Гамбурзі в 1720 році, до якої входив Йоганн Себастьян Бах (хоч він і не з'явився на прослуховування, його все одно вибрали на цю посаду, проте довелося відмовитися).

## Творчість
Як і у багатьох інших композиторів північнонімецької органної школи, збереглися лише деякі композиції Андреаса Кнеллера. Три прелюдії написані у Stylus phantasticus та одна хоральна партита — це все, що дійшло до наших днів. Усі композиції записані у формі табулатури і були знайдені в Райхенбах-ім-Фогтланді. Існують також фрагменти трьох інших прелюдій, проте манускрипт перебуває в дуже поганому стані і відновити їх неможливо.

### Список творів
- Прелюдія ре мінор
- Прелюдія фа мажор
- Прелюдія соль мажор
- Хоральна партита «Nun komm der Heiden Heiland»
- фрагменти трьох інших прелюдій

Також відомо про існування органного твору «Te Deum» в іншому джерелі, який іноді приписують Кнеллеру, але рукопис був складений між 1657 і 1663 роками, і майже напевно можна стверджувати, що це занадто рано, щоб бути його роботою. Вважається, що ця композиція є єдиним відомим твором якогось іншого композитора на ім’я Антон Кніллер.